# Arcangelo Ilvento
Arcangelo Ilvento (Grassano, 14 novembre 1877 – Anzio, 3 agosto 1936) è stato un medico italiano.

## Biografia
Frequentò le scuole elementari a Grassano, suo comune natio in provincia di Matera, e dopo la prematura scomparsa di suo padre, che era medico, frequentò le scuole medie e il liceo a Cava de' Tirreni e si laureò in Medicina e Chirurgia all'Università di Napoli nel 1900. Nel 1904 fu assistente volontario all'istituto di batteriologia dell'Università di Napoli e dal 1906 al 1911 fu direttore dell'ufficio di sanità marittima di Palermo, riuscendo in diverse missioni a sconfiggere pericolose epidemie di vaiolo e colera. 
Nel 1911, in missione a Tripoli appena occupata dalle truppe italiane, organizzò il servizio di sanità marittima durante un'epidemia di colera, organizzò un ospedale provvisorio per i colerosi e fu autore del piano tecnico per la riorganizzazione e il completamento dell'ospedale civile. Durante la prima guerra mondiale fu nominato direttore del servizio antiepidemico del Comando supremo del Regio Esercito, e dal 1919 al 1930 fu capo dei servizi sanitari della Croce Rossa Italiana. Fu convinto sostenitore di opere di bonifica per combattere malattie infettive come la malaria, la tubercolosi, il tracoma, la sifilide. Progettò l'istituzione di osservatori sanitari, dispensari e ambulatori.
Nel 1926, in collaborazione con G. Mendes, V. Benedetti, F. Bocchetti, G.B. Roatta ed E. Ronzani, presentò al capo del governo il progetto di legge per l'assicurazione obbligatoria contro la tubercolosi; a lui si devono l'istituzione dei Consorzi antitubercolari in ogni provincia e l'assicurazione antitubercolare per i lavoratori, che portarono a un progressivo decremento della malattia. Nel 1930 fu nominato capo dell'Ufficio d'igiene di Roma e vicedirettore generale della Sanità pubblica; nel 1935 fu posto a capo del servizio sanitario delle colonie.

## Opere
Fu autore di numerose pubblicazioni, tra cui quelle di maggior rilevanza sono le seguenti:
- Batteriologia: agglutinabilità del b. tubercolare (1901) – Importanza della citasi – Azione dei veleni da infuso di carne nei centri motori del midollo spinale – Dissociazione di cultura del vibrione colerico – I germi del vino di palma consumato a Tripoli – I germi dello yogurt consumato a Tripoli – La presenza del bacillo della peste nelle ghiandole linfatiche di un uomo sano
- Epidemiologia: Epidemia del vaiolo a Riesi – Epidemia di guerra a Tripoli (1911-1912) – Epidemitaggio e malattie dominanti a Tripoli (1913-1914) – Epidemia della peste a Tripoli il 1913-14, con un sistema di cura della peste bubbonica che applicato in diciassette casi ha dato diciassette guarigioni – Cura della malaria colla berberina – Epidemie della guerra mondiale – Epidemie di tifo petecchiale nel passato – Epidemie d'influenze nel passato – Epidemiologia del bacino del Mediterraneo nel primo quarto del secolo XX
- Ingegneria sanitaria: le stazioni di sanità marittima – Costruzioni ospedaliere per climi caldi – organizzazioni di grandi ospedali – Edilizia urbana e rurale e morbilità – La casa nell'igiene sociale (trattato)
- Medicina sociale: Igiene della scuola (trattato, in collaborazione col professor Lustig) – Importanza della farina bigia nell'alimentazione – Orari di lavoro e fatica - La scuola e la difesa della stirpe – La tubercolosi, malattia sociale (trattato) – Igiene dello scolaro (trattato) – Eredità ed igiene (trattato) – La tubercolosi attraverso i secoli: storia di un'idea (trattato) – La bonifica delle Paludi Pontine – Storia delle grandi malattie epidemiche con speciale riguardo alla malaria (trattato lasciato completo in manoscritto)